# Claire Redfield
Pour les articles homonymes, voir Redfield.
Claire Redfield (クレア・レッドフィールド, Kurea Reddofīrudo) est le personnage principal du jeu vidéo Resident Evil: Code Veronica et aussi un des deux personnages clés des jeux Resident Evil 2 et Resident Evil: Revelations 2.
Claire est l'un des héros principaux et protagonistes phares de la licence ainsi que l'un des personnages favoris de la licence auprès de Capcom même et des joueurs. Elle est traitée et travaillée différemment des autres personnages, étant la seule protagoniste n'étant pas devenue un agent ou un soldat mais plutôt un personnage pacifique et chaleureux tout en ayant les atouts nécessaires pour survivre ce qui lui vaut le côté hors cliché de l'héroïne.
Claire Redfield est également l'une des protagonistes du premier film d'animation de la franchise, Resident Evil: Degeneration et de la série de manga Resident Evil: Heavenly Island. Elle est aussi apparue régulièrement dans la série de romans adaptée de la franchise ainsi que dans certains jeux dérivés.

## Histoire

### Resident Evil 2
Claire Redfield, âgée de 19 ans, est à Raccoon City à la recherche de son frère Chris Redfield. Elle se dirige vers le commissariat quand elle se retrouve nez à nez avec un Zombie, heureusement Leon Scott Kennedy est là pour la sauver. Ils montent ensuite dans une voiture de police pour atteindre le commissariat, surpris par un Zombie qui était caché à l'arrière de la voiture, ils foncent dans un panneau de signalisation. En reprenant à peine leurs esprits, ils aperçoivent qu'un camion est en train de leur foncer dessus. Claire et Leon sautent de la voiture chacun de leur côté et se donnent rendez-vous au commissariat.
Entre-temps, Claire trouve Sherry Birkin âgée de 12 ans à la recherche de ses parents dans le commissariat tandis que Leon fait la connaissance de Ada Wong dans le parking. Claire, une fois la confiance de Sherry acquise, va tenter de fuir le commissariat en compagnie de la fillette par les égouts. Elles affronteront le parasite responsable de la mort de Brian Irons, le chef de la police de Raccoon City, avant d'être à nouveau séparées. Alors que Claire s'enfonce dans les égouts, Sherry se fait piéger dans une décharge souterraine avant de se faire attaquer par son père et ainsi se faire contaminer. Claire entend les cris de Sherry et se précipite dans sa direction quand un crocodile géant l'attaque. Une fois le monstre explosé, Claire récupère Sherry et fuit les égouts pour arriver à un train menant aux usines souterraines d'Umbrella.
Pendant le trajet, Sherry s'évanouit à cause du virus, tandis que William Birkin le père de Sherry transformé apparaît sur la plate forme. Un combat s'ensuit où Claire parvient difficilement à le faire fuir. Une fois arrivé, Claire met Sherry à l'abri et lui donne sa veste avant de contacter Leon pour lui dire où elles sont et partir à la recherche d'un vaccin, vaccin qu'elle parviendra à créer grâce aux documents trouvés. Une fois en possession, Leon appelle Claire pour lui dire que Sherry est avec lui et qu'ils l'attendent alors que les labos s'apprêtent à exploser. Durant la fuite, Claire se fait attaquer par William sous une seconde forme. Pendant le combat, Claire blesse assez William pour qu'il mute en une troisième forme plus rapides. Encore une fois, Claire réussi à s'en sortir en pensant l'avoir tué. Elle prend un ascenseur qui l'amène tout droit au point de rendez vous.
Quand elle arrive sur les lieux, elle et Leon sont confrontés à Mister.X, un énorme Tyran rencontré auparavant dans les couloirs du commissariat. Ils se battront durant trois minutes sans relâche avant qu'Ada leur jette un lance roquette. Leon s'en équipera et abat le Tyran évolué. Après le combat, nos deux héros rentrent dans le dernier train qui les mènera à l'air libre mais ce dernier sera ralenti par une énième forme de William plus puissante que jamais. Alors que Leon prend les commandes du train qui vacille, Claire va à l'arrière pour découvrir avec effroi que William détruit le train wagon par wagon. Elle s'empresse alors de le combattre avec les armes qui lui reste jusqu'à qu'il montre son point faible. Claire s'acharne dessus mais rien n'y fait. Elle rebrousse alors chemin en détachant le dernier wagon qui explosera dans la gueule du monstre et ainsi le tuer définitivement.
À la sortie, nos trois survivants s'arrêtent un instant. Claire confie Sherry à Leon alors qu'ils allaient se faire sauver par le gouvernement et reprend ses recherches.
Sans oublier que le scénario de ce personnage est plus difficile que celui de Léon.
Note : dans le remake de RE2, elle est battue par Irons, qui enlève Sherry. De plus, son chemin et sa chronologie sont différents du jeu original.

### Resident Evil: Code Veronica
Code Veronica se passe après Resident Evil 2 et Claire y est toujours à la recherche de son frère Chris Redfield. Trois mois après s'être échappée de Raccoon City avec Leon, Claire est partie jeter un œil dans le laboratoire parisien d'Umbrella où elle sera capturée par Rodrigo Juan Raval pour être envoyée sur l'île pénitentiaire d'Umbrella. Quand, libérée par Rodrigo, elle sortira de sa cellule, elle va vite se rendre compte que le Virus T s'est, une fois de plus, échappé. La prison et tout le reste de l'île sont infestés de Zombies et de monstres. Très vite, Claire va rencontrer Steve Burnside, un jeune garçon qui était prisonnier ici et qui a profité du raid mystérieux pour s'évader de sa cellule. Steve n'a qu'une idée en tête, s'enfuir de cette île de fous.
Claire devra dans un premier temps déverrouiller la porte centrale de la prison pour pouvoir aller explorer le reste de l'île. Elle va visiter le palais, puis l'aéroport et le centre d'entraînement militaire, tout en rencontrant de temps à autre Steve qui lui apportera parfois une aide précieuse. Plus tard, Claire découvrira l'entrée du manoir des Ashford, un lieu très important et tenu jalousement secret par Alfred Ashford qui n'hésitera pas à tuer quiconque y entrera. Claire et Steve s'en rendront compte à leurs dépens ce qui va progressivement les amener, après de nombreuses péripéties, dans une nouvelle base d'Umbrella. Un site de forage perdu au cœur de l'Antarctique où un centre de recherche a également été construit par la multinationale sous la direction d'Alexander, le père d'Alfred et d'Alexia Ashford que Claire devra d'ailleurs affronter (ce sera le deuxième boss du jeu). Elle fera également la rencontre de Albert Wesker qui la violentera afin de provoquer son ennemi juré, le frère aîné de Claire, Chris Redfield.
Ce sera ensuite au tour de Chris d'entrer en jeu. Il ne sera possible de rejouer avec Claire que bien plus tard, vers la fin de l'aventure et pour la dernière fois. À l'issue d'une petite confrontation avec Steve suivie d'un revirement de situation pour le moins inattendu, Chris devra affronter une première fois Alexia Ashford. Ensuite, il devra continuer jusqu'à la fin du jeu qui ne sera d'ailleurs plus très loin.
Claire s'échappera de l'île avant de faire un crash d'avion dans une base en Antarctique. Là-bas, elle tuera, pour se défendre, Alfred Ashford et assistera à la mort de Steve. Après que son frère tue Alexia, hôte du virus T Veronica et qu'il se bat avec Wesker, ils s'enfuiront tous les deux, sain et sauf. On peut remarquer que Claire nourrissait de forts sentiments amicaux, voire amoureux, envers Steve.

### Resident Evil: Degeneration
On retrouve Claire maintenant âgée de 25 ans et de retour d'une mission. Claire la rebelle laisse alors place à Claire la jeune femme. Plus responsable qu'auparavant, Claire développe depuis tout ce temps son côté humain et protecteur dans le monde entier pour lutter pacifiquement contre le bioterrorisme à l'inverse de son frère qui est un soldat.
Claire est présente à l'attaque terroriste de l'aéroport d'Harvardville. Elle y accompagne une petite fille du nom de Rannie. Un avion rempli de Zombies s'écrase dans l'aéroport et Claire se barricade avec la petite fille et deux autres personnes dans le salon VIP et attend des secours. À sa grande surprise, Claire retrouvera Leon S. Kennedy qui viendra lui prêter main-forte. Elle participera alors à l'arrestation de Frédéric Dawning, traître ayant caché un échantillon du virus-G ainsi que sa formule pour la revendre à des millions à WillPharma, une autre organisation.

### Resident Evil: Revelations 2
En 2011, Claire se rend au QG de TerraSave pour fêter l'arrivée au sein de l'équipe de Moira Burton, une amie de Claire mais aussi fille aînée de Barry Burton, ancien coéquipier et ami proche de Chris. La jeune fille est fan de Claire, ce qui l'a amené à la rejoindre dans ce mouvement. Mais la fête est très vite gâchée par un groupe de soldat venant enlever Claire et les autres par la même occasion. Elle se réveillera dans une cellule sombre et malsaine avec au poignet un bracelet calculant la peur de l'hôte mais servant également de dictaphone. Après avoir retrouvé Moira, s'être faite attaquer par un ennemi et avoir vu mourir une alliée, Claire devra à nouveau tenter de survivre dans une sorte prison/hôpital sur une île abandonné où l'on semble y produire d'atroces expériences.
Claire et Moira seront les seules et uniques survivantes du centre de détention russe. À leur sortie, et quelques pas précipités, leur bracelet se mettra de nouveau en route. Une femme, leur révélant être "La Sentinelle", leur récite alors du Franz Kafka avant de leur annoncer qu'elles doivent rejoindre le Wossek « où la vie commence ». Elle continueront leur route, et trouveront une tour radio. Elles s'y précipiteront en passant par un vieux pont, par lequel Moira risquera de tomber. Claire s'excuse, avant de rentrer, auprès de Moira. Elle sait qu'elle ne sait pas dans quoi elle l'a embarqué et craint la réaction de Barry à son égard « Barry ne me le pardonnera jamais » et Moira répondra de façon crue que c'est pas de sa faute et que Barry « peut aller se faire foutre ». Une fois à l'intérieur, Claire tente de faire fonctionner la radio mais sans succès. Elle décide de laisser la jeune femme à l'intérieur tandis qu'elle, va grimper au sommet de la tour pour la réactivé, cette fois ci avec succès. Une fois allumée, Moira va en profiter sans perdre de temps pour passer un s.o.s, même plusieurs mais sans réponses.
Après ce premier épisode, nous retrouvons les deux femmes arrivant dans un village de pêcheurs en toute discrétion, en direction du Wossek, un bar. Claire décide de rentrer prudemment quand un homme tente de la mettre à terre. Claire prendra quasi immédiatement le dessus en se servant du coup asséné pour le retourné contre son assaillant et le mettre à terre. Après l'avoir contrôlé et pointé son arme dessus, elle découvre qu'il s'agit de Gabriel « Gabe », un partenaire bossant pour Terra Save lui aussi enlevé à la soirée. Derrière se cache Pedro, autre coéquipier. Ils lui annoncent qu'ils s'étaient réveillés tous deux ainsi que Neil, le boss de Claire, et Edward, décédé, au milieu de la forêt. Pour les sauver, Neil a attiré les Affligés dans une direction opposée en attendant de les rejoindre et Claire apprend que Gabe a coupé la main de Edward pour prendre le bracelet et ainsi découvrir comment il fonctionne. De même, Claire leur annonce que Gina est morte dans le camp quelques heures auparavant, en s'adressant à Gabe. Tous les quatre examinent les quelques pièces avant que la Sentinelle ne les contacte une fois de plus. Cette fois, elle passe à la vitesse supérieure et annonce qu'ils participent à une expérience visant à les tuer un par un et n'en laissant qu'un. Elle leur apprend qu'ils sont également tous, grâce au bracelet, infectés par un virus, au désarroi de Moira qui n'hésite pas à l'insulter. Elle fera également référence à la mort et la vieillesse et en fera une métaphore pour expliquer le processus de l'expérience.
Après quoi, Claire, Gabe et Moira sortent pour examiner un coin du village où Gabe a trouvé un hélicoptère presque en état de marche. Après diagnostic, Gabe s'aperçoit qu'il manque essence et batterie. Claire propose à Gabe de rester pour continuer de regarder l'hélico tandis qu'elle et Moira iront à la recherche des éléments manquants, laissant perplexe cette dernière ce à quoi répond la rouquine « crois en mon expérience ». À la sortie, Clair et Moira sont accueillies par des cris d'Affligés ce qui les oblige à se dépêcher. Elles fouilleront chaque recoins avant de tomber sur une maison qui abritait une batterie. Plus loin, Pedro, ayant fini d'examiner le bracelet, dégage les chemins bloquées grâce à une foreuse. Il leur débloque un passage, une entrée de maison, cachant un AB-50 (un pistolet mitrailleur) et ses balles. Plus loin se trouve une chaufferie, elle aussi bloquée par un mur de pierre. Pendant que Pedro va détruire ce mur, Claire et Moira le protégeront car ils seront temporairement assaillis par des Affligés et un Iron Head, un dérivé des affligés plus costaud et grand, recouvert de métal et armé d'une géante hache ou d'une géante massue de pierre. Une fois ouverte, les deux filles pénètrent et récupèrent munitions et essence. Tous les trois iront donc rejoindre Gabe pour lui donner le matériel nécessaire pour qu'il puisse essayer de faire fonctionner l'appareil. Mais les retrouvailles seront de courtes durées car la Sentinelle activera les sirènes du bar depuis sa cachette pour attirer les monstres dans les parages. Pour ne pas qu'ils soient encerclés et pour ne pas aimer l'hélicoptère, Claire, Pedro et Moira iront les stopper manuellement et faire diversion. Mais ils seront vite dépassés et seront obligés de se réfugier dans le Wossek où ils vont tenter tant bien que mal de survivre. Après plusieurs coups de feu, Pedro manque de se faire tuer et de peur ira au fond de la pièce. Alors que les filles se battent, Pedro panique et suffoque. Claire va alors pour l'aider mais il se transforme tout à coup et l'étrangle. Moira saute alors sur Pedro pour qu'il la libère et le repousse par la même occasion. La Sentinelle leur explique alors que son bracelet, devenu rouge vif, a été activé par la peur qu'il n'a pu contrôler et dit par amusement qu'il est éliminé. Pedro Mutant saisit alors sa foreuse et tente de tuer les femmes. Après une courte lutte, trois Affligés détruisent la porte d'entrée. Elles fuient mais sont prises d'assaut et au piège dans la ville fermée de toute issue. Elles se battent alors jusqu'à la venue de Neil qui leur descend une échelle du haut du Wossek. Elles grimpent puis le suivent sur les bords de la falaise avant qu'il ne débloque une porte. Les deux filles le rejoignent puis Claire et Neil bloqueront le passage.
Claire mentionnera l'abandon de Gabe mais Neil lui répondra qu'il est un ex militaire et qu'il saura se débrouiller. Les trois compagnons iront donc sur le seul chemin qui leur est offert et descendront dans les égouts. Dessous, Neil demandera ce qu'était ce monstre et Claire lui apprend que c'était Pedro. Elle en profitera même pour présenter Neil à Moira. Une fois sortis, ils aperçoivent une tour étrange. Claire suppose qu'il s'agit de la planque de la Sentinelle et mentionne l'idée d'y aller. Neil propose d'attendre jusqu'à l'aube mais Claire lui fait part de son désaccord en lui expliquant qu'à l'aube ils seraient probablement tous morts. Ils se dirigent donc vers la tour où ils seront attaqués par quelques chiens contaminés.

### Resident Evil: Heanvly Island
Ce titre est une série de cinq mangas, au même titre que Resident Evil: Marhawa Desire précédemment, mais faisant office de lien avec Révélations 2. Il se déroule après les événements de Resident Evil 6.
L'histoire se déroule sur un archipel sud-américain où le tournage d'une émission semblable à Koh-Lanta en France ou Survivor en Angleterre a commencé. Le tournage réunit alors, en plus des habitants des îles, l'équipe de production ainsi que toute une bande de mannequins féminins en lingerie fine qui se trouvent être les candidates du show. Mais Claire Redfield, envoyée par l'ONG TerraSave, ainsi que quelques coéquipiers, n'est pas très loin et enquête sur une bactérie infectant l'île, dont les poissons, les rendant particulièrement agressifs et changeant énormément leur apparence.
Dans le premier tome, le lecteur fait surtout connaissance des personnages principaux de l'histoire ainsi que de leur "propre" aventure sur l'île. Cependant Claire est très peu présente dans ce premier livre. En effet, elle n'apparaît qu'à trois voire quatre petites reprises.
Tout d'abord, on la découvre dans un marché, en train d'enquêter et d'examiner un poisson contaminé par une mystérieuse bactérie. Elle contacte alors une coéquipière nommée Ines pour lui donner quelques informations au sujet de leur mission. Claire réapparaît une autre fois près de la mer, toujours pour enquêter sur le poisson et la bactérie. Puis une dernière fois, dans une bibliothèque. Cette scène est d'ailleurs la dernière, mettant fin au dernier chapitre et donc au tome. Elle se renseigne sur l'île, son histoire et va y faire une énorme découverte, la replongeant dans l'enfer du passé.

## Apparitions

### Jeux vidéo
- 1998 : Resident Evil 2
- 2000 : Resident Evil: Code Veronica
- 2001 : Resident Evil: Survivor 2 - Code Veronica
- 2009 : Resident Evil: The Darkside Chronicles
- 2011 : Resident Evil: The Mercenaries 3D
- 2012 : Resident Evil: Operation Raccoon City
- 2015 : Resident Evil: Revelations 2
- 2019 : Resident Evil 2 (remake)

### Animation
- 2008 : Resident Evil: Degeneration
- 2021 : Resident Evil: Infinite Darkness (série Netflix)

### Manga
- 2016 - 2017 : Resident Evil: Heavenly Island

### Romans
- 1999 : Resident Evil : La Cité des morts
- 1999 : Resident Evil : Aux portes de l'enfer
- 2003 : Resident Evil : Code Veronica

## Doublage

### Anglais
- Alyson Court dans :
  - Resident Evil 2
  - Resident Evil: Code Veronica
  - Resident Evil: The Darkside Chronicles
  - Resident Evil: Degeneration
  - Resident Evil: The Mercenaries 3D
  - Resident Evil: Operation Raccoon City
- Laura Bailey dans Resident Evil: Revelations 2
- Stephanie Panisello dans Resident Evil 2 Remake

### Français
- Olivia Dalric dans la série de films Resident Evil
- Lisette Dufour dans la série de films Resident Evil (version québécoise)
- Maia Baran dans Resident Evil: Degeneration
- Véronique Desmadryl dans Resident Evil: Operation Raccoon City
- Laurence Dourlens dans Resident Evil: Revelations 2
- Kelly Marot dans Resident Evil 2 Remake

## Au cinéma

### Heptalogie (2002-2016)

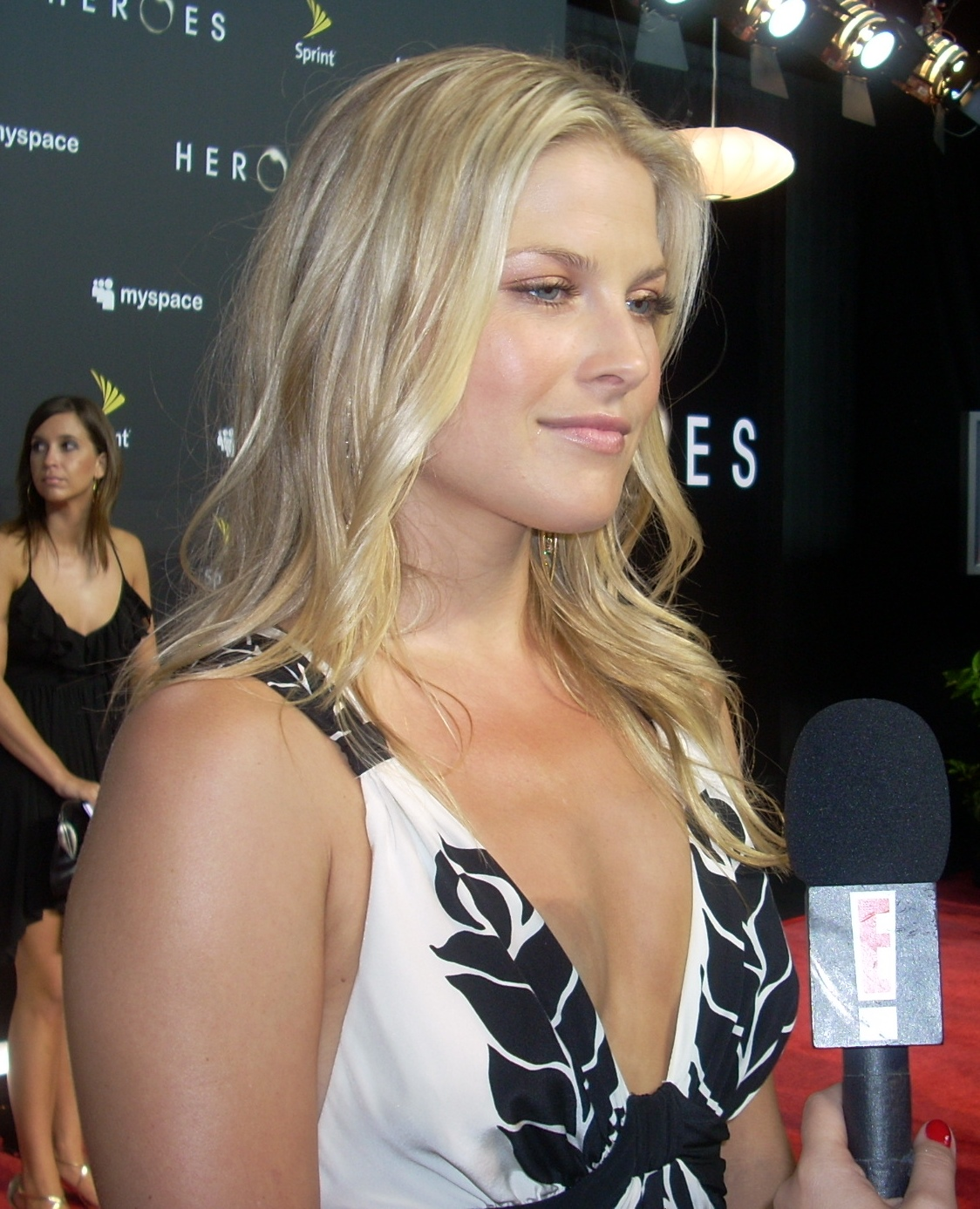
Ali Larter interprète Claire Redfield dans la première série de films

- Dans la première série de films, Claire est interprétée par l'actrice Ali Larter.
- Claire fait sa première apparition dans le troisième volet de la série intitulé Resident Evil: Extinction. Dans le film, Claire est le leader d'un convoi de survivants qui, à la fin du film, part en Alaska à la recherche d'un havre de paix. Claire est très différente dans le film, son caractère est presque entièrement modifié ce qui l'éloigne complètement de sa personnalité dans les jeux.
- Dans le quatrième volet intitulé Resident Evil: Afterlife, Alice, le personnage principal de la série de films, retrouve Claire qui est manipulée par Umbrella Corporation via dispositif de contrôle qui altère sa mémoire. Après avoir été sauvée, Claire lui apprend que le havre de paix était en fait un piège de Umbrella. Alice et Claire partent à la recherche de survivants et découvrent tout un groupe caché dans une prison abandonnée. La-bas, elles retrouvent le frère de Claire, Chris Redfield. Ensemble, ils réussissent à vaincre Albert Wesker et retrouve le reste du convoi qui avait été enlevé par Umbrella dont la jeune K-Mart que Claire protégeait. À la fin du film, ils sont attaqués par un escadron de Umbrella dirigé par Jill Valentine qui est manipulée par le même dispositif que Claire au début du film. Dans ce volet, la tenue de Claire est la même que celle du personnage dans Code Veronica.
- Claire n'est pas présente dans le cinquième volet intitulé Resident Evil: Retribution mais on apprend que Chris, K-Mart et elle ont été enlevés par Umbrella lors de l'attaque menée par Jill.
- Claire fait son retour dans le sixième et dernier volet de la série intitulé Resident Evil : Chapitre final, toujours interprétée par Ali Larter. Dans le film, Alice fait son retour à Raccoon City et retrouve Claire dans un camp de survivant. Claire lui révèle qu'elle a été enlevée lors de l'attaque de l'escadron de Umbrella mais que l'avion qui était censé la transporter dans le Hive, le laboratoire secret du premier volet, s'est crashé et qu'elle s'est donc réfugiée dans le camp. Là-bas, elle a commencé une relation amoureuse avec l'un des survivants, Doc. Elle décide, avec plusieurs survivants, d'accompagner Alice dans le Hive pour récupérer l'antivirus capable de tuer toutes les morts-vivants. Après plusieurs épreuves, elle découvre que Doc était en fait un espion d'Umbrella puis elle se bat aux côtés d'Alice contre Sam Isaac. À la fin du film, Alice relâche l'antivirus et ce dernier tue tous les morts-vivants des environs mais va mettre plusieurs années avant de soigner la planète entière. Alice part donc pour aider les derniers survivants. Claire ne l'accompagne pas mais est bel et bien en vie. Claire est d'ailleurs le seul personnage issu de la série de jeux à survivre à la fin de la série de films. Dans ce dernier volet, Claire porte la même tenue que dans Revelations 2.

### Reboot (2021)

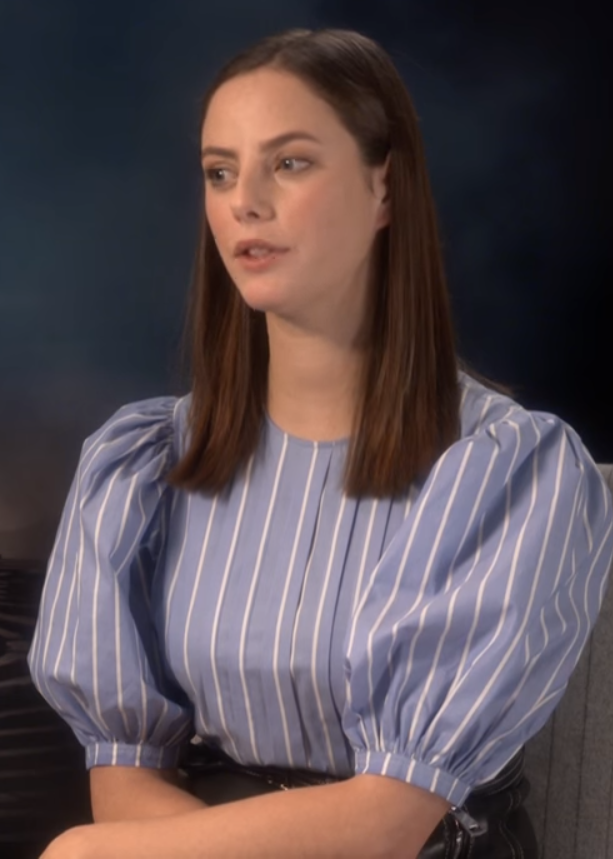
Kaya Scodelario interprète le personnage dans le reboot de 2021

- Dans le reboot Resident Evil: Welcome to Raccoon City (2021), elle est incarnée par Kaya Scodelario.